# 포컬 포인트
포컬 포인트(Focal point, Schelling point)는 게임 이론의 개념으로, 상호간 소통이 없는 상황에서 참여자들이 기본값으로 선택하는 지점을 말한다. 미국의 경제학자인 토머스 셸링이 그의 저서 "갈등의 전략"(1960)에서 처음 도입한 개념이다. 
그는 위 저서에서 포컬 포인트에 대해 "(협력적인 상황에서) 나와 상대방이 동일한 무엇인가를 하고자 한다는 것을 알 경우에, 이 예측을 바탕으로 상대방의 기대와 자신의 의도를 합치시킬 수 있다."고 서술한다. 
이를 통해 두 사람의 행동은 (어떤 측면에서든) 두드러지는 지점인 포컬 포인트로 수렴하게 되며, 이 포컬 포인트는 고정된 어떤 지점이 아니라 시간, 장소, 참여자의 상황 등에 따라 결정된다.

## 같이 보기
- 게임 이론
- 동시적 게임